# Масуди Марвази
Масу́ди Марвази — персидский поэт X века. Он создал историко-героическую поэму, из которой сохранилось лишь три бейта. Из других его произведений до нас дошло два бейта.
Написал стихотворное «Шахнаме», из которого два бейта о Каюмарсе и один бейт о гибели династии Сасанидов привёл в своей работе, завершённой в 966 году, историк Мутаххар Мукаддаси.
По сообщениям Саалиби, поэма содержала также сведения о Зале и Тахмурасе, т.е. содержала мифологию, эпос и придворную хронику Сасанидов. Полный объём поэмы неизвестен, хотя Фирдоуси утверждал что до него никто не писал поэм более 3000 бейтов.

## Издания
См. Истины. Изречения персидского и таджикского народов, их поэтов и мудрецов. Перевод Наума Гребнева. Примечания Н.Османова. «Наука», М., 1968; Санкт-Петербург, "Азбука-Классика", 2005. ISBN 5-352-01412-6